# Soisy-sous-Montmorency
Soisy-sous-Montmorency är en kommun i departementet Val-d'Oise i regionen Île-de-France i norra Frankrike. Kommunen ligger i kantonen Soisy-sous-Montmorency som tillhör arrondissementet Sarcelles. År 2022 hade Soisy-sous-Montmorency 18 068 invånare.

## Befolkningsutveckling
Antalet invånare i kommunen Soisy-sous-Montmorency
| Referens: INSEE |